# Subeucalanus dentatus
Subeucalanus dentatus is een eenoogkreeftjessoort uit de familie van de Subeucalanidae. De wetenschappelijke naam van de soort is voor het eerst geldig gepubliceerd in 1909 door Scott A..